# Isthmohyla pictipes
Espèce
Synonymes
- Hyla punctariola pictipes Cope, 1875 "1876"
- Hyla pictipes Cope, 1875
- Hyla moesta Taylor, 1952
- Hyla monticola Taylor, 1952

Statut de conservation UICN

 EN B1ab(iii,v) : En danger
Isthmohyla pictipes est une espèce d'amphibiens de la famille des Hylidae.

## Répartition
Cette espèce est endémique du Costa Rica. Elle se rencontre entre 1 920 et 2 770 m d'altitude dans les cordillères de Tilarán, Centrale et de Talamanca,.

## Publication originale
- Cope, 1876 "1875" : On the Batrachia and Reptilia of Costa Rica : With notes on the herpetology and ichthyology of Nicaragua and Peru. Journal of the Academy of Natural Sciences of Philadelphia, sér. 2, vol. 8, p. 93–154 (texte intégral).